# ダニー・エスピノーサ
ダニエル・リチャード・エスピノーサ（Daniel Richard "Danny" Espinosa, 1987年4月25日 - ）は、アメリカ合衆国カリフォルニア州オレンジ郡サンタアナ出身のプロ野球選手（内野手）。右投両打。2021年現在は、FA（フリーエージェント）

## 経歴

### プロ入り前
カリフォルニア州立大学ロングビーチ校出身。2007年7月にはブラジルのリオデジャネイロで行われた第15回パンアメリカン競技大会における野球競技のアメリカ合衆国代表に選出され、銀メダルを獲得した。

### プロ入りとナショナルズ時代
2008年のMLBドラフト3巡目 (全体87位) でワシントン・ナショナルズに入団。契約金は52万5000ドルだった。
2010年9月1日のフロリダ・マーリンズ戦でメジャーデビュー。
2011年は二塁手のレギュラーに定着し、158試合に出場して打率.236ながら21本塁打、17盗塁を記録。ナ・リーグの新人王投票では6位に入った。
2012年は開幕当初スランプに陥り、4月は打率.205で打点2だった。オールスターブレイク後の7月には打率を.300にし復調した。最終的には、打率こそ.247に留まったが、17本塁打・20盗塁を記録した。
2013年開幕前の3月に開催された第3回ワールド・ベースボール・クラシック(WBC)のメキシコ代表に選出されたが、前年に痛めた左肩腱板の治療を理由に辞退。レギュラーシーズンでは死球を受けながら痛みを我慢して強行出場したため、6月に故障者リスト入り。この影響で44試合の出場に終わり、打撃成績も打率.158・3本塁打・12打点と低迷した。
2014年は、故障から復帰して114試合に出場したが、打率は.219という低い数字となり、2011年 - 2012年に2年連続で17以上を記録した本塁打と盗塁は、いずれも8に留まるなど、不振から脱却出来なかった。
2015年は二塁手のレギュラー格に返り咲き、118試合に出場。依然として低打率ながら、.240と2シーズン連続で上昇させたほか、3年ぶりの2ケタとなる13本塁打を放った。しかし、盗塁の水準は上向かずに5つに留まった。セカンドの守備はハイレベルで、81試合で守りに就き1失策・守備率.997・DRS +10という好成績を残った。また、いずれも20試合未満ながら三塁手・遊撃手・一塁手・左翼手も守ったが、DRSは最高でも0止まりで、マイナスのポジションもあった。
2016年は遊撃手のレギュラーで起用され、157試合に出場して4シーズンぶりに規定打席に達した。打率.209・リーグワースト2位タイの174三振と、圧倒的なミート力不足は相変わらずだったが、いずれもキャリアハイとなる24本塁打を放って72打点を叩き出した。走塁面では9盗塁を決め、成功率も82%と高かった。初めてフルシーズン守ったショートの守備は、リーグのショートではワーストタイの18失策を犯したものの、DRS +8・UZR +1.4と、いずれの指標でもプラスの数値を記録して大過なく務め上げた。

### エンゼルス時代
2016年12月10日にオースティン・アダムス、カイル・マゴウィンとのトレードで、ロサンゼルス・エンゼルスへ移籍した。
2017年7月16日にDFAとなり。20日にFAとなった。

### マリナーズ時代
2017年7月24日にシアトル・マリナーズとメジャー契約を結んだ。8月20日にFAとなった。

### レイズ時代
2017年8月25日にタンパベイ・レイズとメジャー契約を結んだ。9月21日にDFAとなり、同日40人枠を外れる形で傘下のAAA級ダーラム・ブルズへ配属された後、翌22日にFAとなった。この年は3球団合計で93試合に出場して打率.173・6本塁打・31打点・4盗塁の成績を残した。

### レイズ退団後
2018年1月29日にニューヨーク・ヤンキースとマイナー契約を結び、スプリングトレーニングに招待選手として参加することになったが、3月12日にFAとなった。3月17日にトロント・ブルージェイズとマイナー契約を結んだ。4月29日にFAとなった。5月6日にはロサンゼルス・ドジャースとマイナー契約を結んだ。5月30日にFAとなった。さらに6月22日にフィラデルフィア・フィリーズとマイナー契約を結んだ。ここでも8月8日にFAとなり、4球団とマイナー契約を結び続けた。8月14日にメキシカンリーグのモンクローバ・スティーラーズと契約を結んだ。
2019年2月8日にニューヨーク・メッツとマイナー契約を結んだ。オフにFAとなった。
2020年2月29日にメキシカンリーグのモンクローバ・スティーラーズと契約。

## プレースタイル

### 打撃
バント技術が高く、2011年にはバント安打11本を記録した。

### 守備
全体的な守備力は非常に高く、将来的にはゴールドグラブ賞を獲得できるレベルと評される。

## 人物
カリフォルニア州で生まれ育ち、エンゼルスの大ファン。2016年末にトレードでエンゼルスに加入したが、翌年途中にDFAとなってしまった。
メキシコ系アメリカ人であり、第3回WBCメキシコ代表に選出された。しかし、故障により代表を辞退したため、第4回WBCメキシコ代表入りには前向きに検討していたが、第4回大会には選出自体されなかった。

## 詳細情報

### 年度別打撃成績
| 年 度    | 球 団    | 試 合 | 打 席 | 打 数 | 得 点 | 安 打 | 二 塁 打 | 三 塁 打 | 本 塁 打 | 塁 打 | 打 点 | 盗 塁 | 盗 塁 死 | 犠 打 | 犠 飛 | 四 球 | 敬 遠 | 死 球 | 三 振 | 併 殺 打 | 打 率 | 出 塁 率 | 長 打 率 | O P S |
| -------- | -------- | ----- | ----- | ----- | ----- | ----- | -------- | -------- | -------- | ----- | ----- | ----- | -------- | ----- | ----- | ----- | ----- | ----- | ----- | -------- | ----- | -------- | -------- | ----- |
| 2010     | WSH      | 28    | 112   | 103   | 16    | 22    | 4        | 1        | 6        | 46    | 15    | 0     | 2        | 0     | 0     | 9     | 1     | 0     | 30    | 0        | .214  | .277     | .447     | .723  |
| 2011     | WSH      | 158   | 658   | 573   | 72    | 135   | 29       | 5        | 21       | 237   | 66    | 17    | 6        | 5     | 4     | 57    | 4     | 19    | 166   | 6        | .236  | .323     | .414     | .737  |
| 2012     | WSH      | 160   | 658   | 594   | 82    | 147   | 37       | 2        | 17       | 239   | 56    | 20    | 6        | 3     | 2     | 46    | 4     | 13    | 189   | 11       | .247  | .315     | .402     | .717  |
| 2013     | WSH      | 44    | 167   | 158   | 11    | 25    | 9        | 0        | 3        | 43    | 12    | 1     | 0        | 1     | 1     | 4     | 0     | 3     | 47    | 1        | .158  | .193     | .272     | .465  |
| 2014     | WSH      | 114   | 364   | 333   | 31    | 73    | 14       | 3        | 8        | 117   | 27    | 8     | 1        | 0     | 1     | 18    | 5     | 12    | 122   | 5        | .219  | .283     | .351     | .634  |
| 2015     | WSH      | 118   | 412   | 367   | 59    | 88    | 21       | 1        | 13       | 150   | 37    | 5     | 2        | 3     | 3     | 33    | 5     | 6     | 106   | 6        | .240  | .311     | .409     | .719  |
| 2016     | WSH      | 157   | 601   | 516   | 66    | 108   | 15       | 0        | 24       | 195   | 72    | 9     | 2        | 7     | 4     | 54    | 12    | 20    | 174   | 4        | .209  | .306     | .378     | .684  |
| 2017     | LAA      | 77    | 254   | 228   | 27    | 37    | 8        | 0        | 6        | 63    | 29    | 3     | 5        | 1     | 2     | 19    | 1     | 4     | 91    | 2        | .162  | .237     | .276     | .513  |
| 2017     | SEA      | 8     | 17    | 16    | 2     | 3     | 2        | 0        | 0        | 5     | 2     | 1     | 0        | 0     | 0     | 1     | 0     | 0     | 7     | 0        | .188  | .235     | .313     | .548  |
| 2017     | TB       | 8     | 24    | 22    | 1     | 6     | 0        | 0        | 0        | 6     | 0     | 0     | 0        | 0     | 0     | 1     | 0     | 1     | 11    | 0        | .273  | .333     | .273     | .606  |
| '17計    | TB       | 93    | 295   | 266   | 30    | 46    | 10       | 0        | 6        | 74    | 31    | 4     | 5        | 1     | 2     | 21    | 1     | 5     | 109   | 2        | .173  | .245     | .278     | .523  |
| MLB：8年 | MLB：8年 | 872   | 3267  | 2910  | 367   | 644   | 139      | 12       | 98       | 1101  | 316   | 64    | 24       | 20    | 17    | 242   | 32    | 78    | 943   | 35       | .221  | .297     | .378     | .675  |

- 2018年度シーズン終了時
- 各年度の太字はリーグ最高

### 背番号
- 18（2010年 - 2011年）
- 8（2012年 - 2016年、2017年8月25日 - 同年終了）
- 3（2017年 - 同年7月16日）
- 6（2017年7月24日 - 同年8月19日）

### 代表歴
- 2007年パンアメリカン競技大会 野球アメリカ合衆国代表
- 2020年東京オリンピックの野球競技・メキシコ代表